# Departamento de Kébémer
Kébémer es un departamento de la región de Louga en Senegal, con una población censada en noviembre de 2013 de 259 083 habitantes.
Se encuentra ubicado al noroeste del país, cerca de la frontera con Mauritania.